# Brett Fischer
Brett Fischer (7 febbraio 1977) è un ex sciatore alpino statunitense.

## Biografia
Fischer, originario di Winter Park, nel 2000 conquistò  in discesa libera le sue due vittorie in Nor-Am Cup, nonché primi podi (il 26 febbraio a Snowbasin e il 5 marzo a Whistler), esordì in Coppa del Mondo, il 25 novembre a Lake Louise nella medesima specialità (47º), e ottenne il miglior piazzamento nel massimo circuito internazionale, il 2 dicembre a Vail/Beaver Creek sempre in discesa libera (29º). Nel 2002 prese per l'ultima volta il via in Coppa del Mondo, il 26 gennaio a Garmisch-Partenkirchen in supergigante (58º), e ottenne l'ultimo podio in Nor-Am Cup, il 10 dicembre a Beaver Creek nella medesima specialità (3º); si ritirò al termine della stagione 2003-2004 e la sua ultima gara fu un supergigante FIS disputato il 4 aprile a Breckenridge, non completato da Fischer. Non prese parte a rassegne olimpiche o iridate.

## Palmarès

### Coppa del Mondo
- Miglior piazzamento in classifica generale: 139º nel 2001

### Nor-Am Cup
- Miglior piazzamento in classifica generale: 3º nel 2000
- Vincitore della classifica di discesa libera nel 2000
- 5 podi (dati dalla stagione 1994-1995):
  - 2 vittorie
  - 3 terzi posti

#### Nor-Am Cup - vittorie
| Data             | Località  | Paese       | Specialità |
| ---------------- | --------- | ----------- | ---------- |
| 26 febbraio 2000 | Snowbasin | Stati Uniti | DH         |
| 5 marzo 2000     | Whistler  | Canada      | DH         |

Legenda:

DH = discesa libera